# Cerkiew Ikony Matki Bożej „Znak” w Końskich
Cerkiew Ikony Matki Bożej „Znak” – nieistniejąca cerkiew prawosławna w Końskich. 
Cerkiew w Końskich należała do świątyń prawosławnych wzniesionych w ramach szeroko zakrojonej akcji budowania cerkwi na ziemiach zaboru rosyjskiego. Była to świątynia wojskowa, wybudowana według standardowego projektu przewidzianego dla tego typu obiektów. Służyła stacjonującym w mieście 25. Smoleńskiemu i 27. Witebskiemu Pułkom Piechoty i mogła pomieścić równocześnie 1000 wiernych. Podobnie jak inne rosyjskie cerkwie wzniesione na ziemiach polskich, została zlokalizowana w centrum miasta. Łączny koszt budowy cerkwi wyniósł ponad 40 tys. rubli, z czego władze państwowe pokryły około połowy. Poświęcona 17 października 1903, po dziesięciu latach zmieniła status z wojskowej na parafialną z uwagi na opuszczenie przez ww. pułki miasta. Po udaniu się rosyjskiej ludności miasta na bieżeństwo w 1915, budynek stał opuszczony i stopniowo niszczał. W 1936 cerkiew została sprzedana prywatnym właścicielom, którzy rozebrali ją w celu pozyskania materiałów na budowę domów mieszkalnych. 
Świątynia była wzniesiona z czerwonej cegły, przy czym okna i drzwi były dodatkowo dekorowane białymi obramowaniami z kamienia. Budynek został zbudowany na planie prostokąta. Ponad prezbiterium wznosiła się kopuła położona na ośmiobocznym bębnie, zaś nad przedsionkiem wybudowano dzwonnicę. We wnętrzu znajdował się biało-złoty ikonostas. 